# Gaspar de Barahona
Gaspar de Barahona fue un militar español que se desempeñó como gobernador del Tucumán entre 1702 y 1707.

## Biografía
Gaspar de Barahona nació en Castilla la Vieja, España. Obtuvo el cargo de gobernador del Tucumán a través del testamento de su predecesor José de la Torre Vela y no por nombramiento real. Y contra lo que podía esperarse por esa especial forma de designación, el virrey del Perú y las Reales Audiencias de Lima y Charcas le reconocieron ese nombramiento.
Cuando finalizó su gestión, y no obstante las denuncias en su contra, el rey lo designó Corregidor de la provincia de Collaguas, Perú, pasando luego por Cuzco, donde finalmente falleció.
No sufrió castigo alguno por su pésima gestión gracias a la generosa intervención de su sucesor Esteban de Urizar y Arespacochaga, quien en 1713, cuando Barahona se aprestaba a regresar a España, dispuso que el Cabildo informara al rey que él se había caracterizado por acertadas disposiciones.

## Gobierno del Tucumán (1702-1707)
Fue designado por el anterior gobernador Torre Vela en 1702. Desde Lima se dirigió a Charcas y luego a Jujuy, donde se hizo cargo de la gobernación en julio de 1702. Barahona tomó posesión de la magistratura al mismo tiempo que el rey Felipe V de España nombraba para dicho cargo a Esteban de Urizar y Arespacochaga. Al encontrarse con esta irregular situación, Urizar pidió instrucciones al rey y hasta que el Consejo de Indias resolviera, se le recomendó esperase en Buenos Aires la llegada de noticias. Recién en 1707 pudo hacerse cargo.
Barahona fue acusado de llevar una vida licensiosa, de muchas irregularidades administrativas y acumular riquezas para sí. Como no lo guio otro propósito que el de enriquecerse, su actuación se destacó por una administración vergonzosa. Su gobierno se tradujo en desorden, miseria y de impunidad para con los aborígenes.
Él fue quien trasladó a Salta el asiento de la gobernación. De esa manera,  la ciudad de Santiago del Estero dejó de ser capital y puso al frente de dicha ciudad a un teniente de gobernador. Por lo general, este funcionario lugarteniente era alguien originario de esa ciudad.
En 1703 el gobernador dispuso efectuar un reconocimiento de los títulos a todas aquellas personas que decían ser titulares de encomiendas, fueren de primera, segunda o tercera vida. A tales efectos estos debían exhibírselos, para así poder él determinar quiénes era deudores de la Real Hacienda.
Una prolongada contienda entre el gobernador electo, don Esteban de Urizar y Arescopachaga, y el gobernador saliente, Barahona, ocasionó el lamentable descuido de las fronteras en la zona denominada del Gran Chaco. Esa situación anormal tuvo muy pronto consecuencias fatales: los invasores chaqueños penetraron pronto. Las ciudades de Salta, Jujuy y San Miguel de Tucumán fueron frecuentemente atacadas por los aborígenes, no así La Rioja y San Fernando del Valle de Catamarca. Por el clima, estas dos últimas ciudades tenían una buena producción de vinos, frutas secas y algodón.